# Sailing free
Sailing free（セイリング・フリー）は、OLIVIAの11枚目のシングル。

## 概要
LUNA SEA、TourbillonのメンバーであるINORANとコラボレートした本作はPlayStation Portable専用ソフト、カプコン「戦国BASARA BATTLE HEROES」挿入歌。

OLIVIA盤とBASARA盤があり、DVDは映像内容が異なるビデオクリップを収録されている。

初回盤はそれぞれステッカーが封入されている。

BASARA盤のジャケットは、このゲームソフトの作者である土林誠によるもの。

ベスト・アルバム「GREATEST HITS」先行シングル。

## 収録曲

### CD
1. Sailing free
  - 作詞：川村真澄・OLIVIA　作曲：OLIVIA・INORAN　編曲：INORAN・葉山拓亮
2. Love Love Love
  - 作詞：OLIVIA　作曲：OLIVIA・rui　編曲：rui・kansei
3. Undress
  - 作詞：OLIVIA　作曲：OLIVIA・rui　編曲：rui・kansei

### DVD（OLIVIA盤）
1. Sailing free〜Music Clip〜

### DVD（BASARA盤）
1. Sailing free〜BASARA Ver.〜